# اینکرمان
شهر اینکرمان (اوکراینی: Інкерман, روسی: Инкерман, تاتاری کریمه‌ای: İnkerman) در سواستوپول در کشور اوکراین واقع شده‌است. جمعیت این شهر ۱۰٬۶۲۸ نفر است.